# Maria Fullana i Montoro
Maria Fullana i Montoro   (València, 16 de juny de 1958) és una poeta, narradora, traductora i professora jubilada valenciana.
Llicenciada en filologia hispànica per la Universitat de Sevilla el 1980, ha exercit professionalment com a mestra de secundària de català. Entre les seues publicacions en el camp de la poesia destaquen els poemaris Cants mimètics (1986), I escadussers (1987), Blues (1989) i Ícara (1990); també ha estat antologada en Paisatge emergent. Trenta poetes catalanes del segle XX (1999) i en Contemporànies. Antologia de poetes dels Països Catalans (1999), entre d'altres. Des de la seua faceta de narradora és autora d'obres narratives com Contes feiners (1990) i Joc de dames (1992), així com de l'obra de literatura infantil Bon viatge fa la cadernera (1995). També ha participat en algunes obres col·lectives com Premis de poesia Senyoriu d'Ausiàs Marc (1997) i Microsexe (1998).
El 1986 va rebre el premi "Manuel Rodríguez Martínez de poesia d'Alcoi", per Cants mimètics, i el 1988 el premi Senyoriu d'Ausiàs March, per Blues.
En el camp de l'assaig, publicà Pensades, un recull d'aforismes, el 2019 (editorial Neopàtria).